# 벤라팍신
벤라팍신 하이드로클로라이드는 미국 와이어스(현 화이자)사가 1993년에 개발한 서방형 항우울제로서, 구체적으로는 세로토닌 노르에페네프린 재흡수 억제제(이하 SNRI)에 속한다. 과거에 벤라팍신은 이펙사(Effexor)와 이펙사 XR이라는 상표명으로만 판매 가능했으나, 2006년 8월 현재 미국에서 벤라팍신은 일반명으로 처방될 수 있으며, 벤라팍신과 미르타자핀을 조합하여 캘리포니아 로켓 연료라는 속어를 가진 조합을 만들수 있다.

## 적응증
- 우울증
- 사회 공포증
- 범불안 장애
- 공황 장애

## 처방 분량
일반적으로 처방되는 분량은 하루에 75 mg에서 225 mg 정도이나, 증상이 심각하거나 치료의 효과가 없을 경우, 그 이상의 분량도 사용된다. 또한 약간의 불안 증상이 있는 환자들에게 하루에 37.5 mg이 처방되기도 한다. 적은 분량의 투여는 세로토닌의 재흡수에만 영향을 미치며, 따라서 많은 분량이 투여될 경우 나타나는 노르에피네프린 재흡수에 관련된 부작용을 막을 수 있다. 반감기가 5시간으로 비교적 짧기에, 약물이 서서히 흡수되는 서방형 제제인 XR로 처방되고 있지만, 대한민국에서도 동일 성분의 국내산 제네릭 의약품인 '코팩사 XR 서방캡슐(명인제약)'로 출시한 바 있다.

## 부작용

### 세로토닌 증후군
SNRI 제제인 벤라팍신은 잠재적으로, 세로토닌 증후군을 유발할 수 있다. 이는 중추 신경계와의 상호작용에 의해 일어나며, 경우에 따라서는 생명에 지장을 초래하기도 한다.

### 흔한 부작용
- 메스꺼움
- 과민성 대장 증후군
- 현기증
- 피로
- 불면증
- 성기능 장애
- 혈압 상승

### 드문 부작용
- 부정맥
- 복통
- 시각 장애
- 공황 발작
- 자살 충동
- 식욕 감소
- 변비
- 진전(振顫)
- 졸음증
- 피부 알레르기
- 출혈
- 탈모
- 체중 감소 (특히 거식증 환자의 치료시에 주의를 요함)
- 체중 증가 (확실치 않음. Body Dysmorphic Disorder 환자의 치료시에 주의.)
- 살인 충동